# Ciencia Nueva
Ciencia Nueva fue una revista argentina sobre política científica y comunicación pública de la ciencia en América Latina. Fue editada en Buenos Aires entre 1970 y 1974 por iniciativa de Manuel Sadosky y dirigida por Ricardo Ferraro entre otros.

## Historia
La revista Ciencia Nueva se gestó en un contexto de efervescencia social, política y cultural en América Latina, en donde emergió una gran cantidad de proyectos editoriales críticos y vanguardistas.
Ciencia Nueva tuvo como objetivo la inserción en el campo científico para problematizar sus lógicas de producción y su vinculación con los proyectos políticos de su tiempo. 
En 1969, un editor convocó a Manuel Sadosky para crear una revista de divulgación científica. El investigador a su vez convocó a Ricardo Ferraro y Eduardo A. Mari, quienes, desconcertados por la propuesta de la editorial, propusieron a Sadosky crear una revista propia.
Durante sus primeros cinco números, la revista contó con tres directores: el ingeniero civil Ricardo Ferraro, el físico Ignacio Ikonicoff (detenido y desaparecido durante la última dictadura cívico-militar argentina) y el químico Eduardo A. Mari. Todos ellos habían regresado al país pocos años antes, luego de continuar sus estudios en Francia e Italia, y tenían trayectorias militantes en diversos espacios políticos. También se unieron a ellos Daniel Goldstein, Héctor Abrales y Rubens La Torre, quienes eran Asesores de Dirección. El equipo de jóvenes científicos decidió preservar la figura de Sadosky, quien consiguió los fondos para iniciar el proyecto.A partir del sexto número, la dirección quedó a cargo de Ferraro.
A fines de 1969, en los últimos meses de la dictadura de Onganía, se terminó el primer número de la revista, que vio la luz en abril de 1970, sin ser publicitado por falta de presupuesto. El equipo editorial consiguió los permisos de revistas como La Recherche, Science, New Scientist, entre otras, para reproducir y traducir artículos de forma parcial o completa. 
La revista tuvo una buena recepción y prontamente se conformó un grupo de investigadores científicos que desarrollaban en sus páginas sus ideas sobre política científica: Oscar Varsavsky, Gregorio Klimovsky, Rolando García, Mario Bunge, Amilcar Herrera, Eduardo Ortiz, José Babini y Jorge Sabato, entre más de 300 autores. El equipo editorial también se amplió y se consolidó la estructura de cada número de Ciencia Nueva.
La revista contaba con corresponsales en diferentes ciudades del mundo. Estos eran investigadores argentinos o extranjeros, que escribían desde el exterior. Posteriormente, se incluyeron también corresponsales en ciudades argentinas.
El crecimiento de la revista amplió también sus horizontes, ya que la Editorial Ciencia Nueva comenzó en 1972 a publicar libros.La iniciativa nació a partir de dos trabajos de Jorge Sabato y Marcos Kaplan que eran demasiado extensos para la revista.La editorial publicó 16 títulos entre 1972 y 1974, que en su mayoría se agruparon en las colecciones Libros de Ciencia Nueva y América Nueva.
La revista Ciencia Nueva es considerada uno de los espacios en donde se consolidó el Pensamiento Latinoamericano en Ciencia, Tecnología y Desarrollo (PLACTED). Si bien fuera pensada inicialmente como una revista de divulgación, los debates publicados y las temáticas abordadas consolidaron una comunidad lectora que pertenecía a sectores universitarios y profesionales que se disponían a abrir la discusión política sobre la ciencia, la tecnología y los proyectos políticos; en este sentido, la revista supo llevar al interior de la comunidad científica los debates sociales que se vivían en la sociedad.

## Periodicidad, formato y estructura
Entre 1970 y 1974 se publicaron 29 números de Ciencia Nueva.La revista tenía una periodicidad mensual, aunque los números podían ser bimensuales. Cada número presentaba una tapa y contratapa a color 64 páginas internas en blanco y negro y tamaño A4, a excepción del número 19 de octubre de 1972, que alcanzó las 72 páginas gracias a un aporte publicitario.
Ciencia Nueva forjó una alianza con las revistas Los Libros de Héctor Schmucler y Crisis de Eduardo Galeano para abaratar costos compartiendo diseñadores, responsables de impresión y tareas administrativas.Esta alianza no se limitaba a una estrategia económica, sino que insertaba a la comunidad de la revista en los debates políticos y culturales de aquel entonces.
Los números de la revista tenían secciones fijas: editorial, juegos matemáticos, humor nuevo, metegol, novedades de Ciencia y Tecnología, libros nuevos y cursos y reuniones científicas. 